# جایزه بزرگ موناکو ۱۹۵۷
جایزه بزرگ موناکو ۱۹۵۷ (انگلیسی: ‎1957 Monaco Grand Prix‎) یک مسابقهٔ موتوری در رشتهٔ اتومبیل‌رانی فرمول یک بود که در تاریخ ۱۹ مهٔ ۱۹۵۷ در پیست موناکو واقع در مونت‌کارلو، موناکو برگزار شد. این گراند پری در میان ۸ گراند پری در فصل ۱۹۵۷، مسابقهٔ شمارهٔ ۲ بود.
در این مسابقه که در ۱۰۵ دور و به مسافت ۳۳۰٫۲۲۵ کیلومتر (۲۰۵٫۱۹۲ مایل) برگزار شد، پول پوزیشن توسط خوان مانوئل فانخیو کسب شد و سریع‌ترین زمان برای طی یک دور پیست که برابر با ۱:۴۵٫۶ بود نیز توسط خوان مانوئل فانخیو به ثبت رسید.
خوان مانوئل فانخیو از تیم مازراتی، تونی بروکز از تیم ون‌وال و ماستن گرگوری از تیم مازراتی به‌ترتیب مقام‌های اول تا سوم مسابقه را کسب کردند.

## رده‌بندی قهرمانی پس از مسابقه
| رده‌بندی قهرمانی رانندگان \| \| جایگاه \| راننده \| امتیاز \| \| -------- \| ------ \| ------------------ \| ------ \| \| \| ۱ \| خوان مانوئل فانخیو \| ۱۷ \| \| \| ۲ \| ژان بهرا \| ۶ \| \| ۱۴ \| ۳ \| تونی بروکز \| ۶ \| \| ۱ \| ۴ \| کارلوس مندیتگای \| ۴ \| \| ۱۲ \| ۵ \| ماستن گرگوری \| ۴ \| \| منبع:[۱] \| \| \| \| |        |                    |        |
| | جایگاه | راننده             | امتیاز |
| | ۱      | خوان مانوئل فانخیو | ۱۷     |
| | ۲      | ژان بهرا           | ۶      |
| ۱۴ | ۳      | تونی بروکز         | ۶      |
| ۱ | ۴      | کارلوس مندیتگای    | ۴      |
| ۱۲ | ۵      | ماستن گرگوری       | ۴      |
| منبع: |        |                    |        |

یادداشت
- تنها پنج جایگاه نخست از هر رده‌بندی نمایش داده شده‌است.